# Кадийон
Кадийо́н (фр. Cadillon) — коммуна во Франции, находится в регионе Аквитания. Департамент — Атлантические Пиренеи. Входит в состав кантона Тер-де-Люи и Кото-дю-Вик-Бий. Округ коммуны — По.
Код INSEE коммуны — 64159.

## География

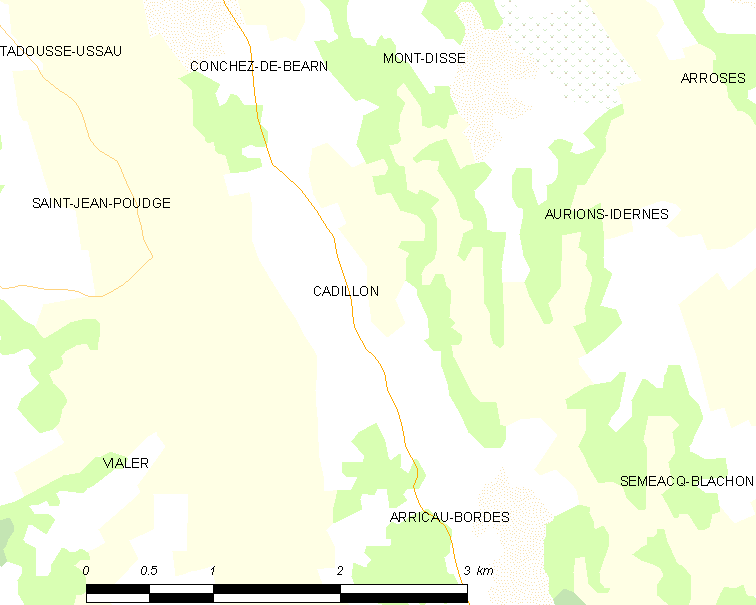
Карта коммуны

Коммуна расположена приблизительно в 630 км к югу от Парижа, в 150 км южнее Бордо, в 31 км к северо-востоку от По.
На западе коммуны протекает река Леес.

### Климат
Климат тёплый океанический. Зима мягкая, средняя температура января — от +5°С до +13°С, температуры ниже −10 °C бывают редко. Снег выпадает около 15 дней в году с ноября по апрель. Максимальная температура летом порядка 20-30 °C, выше 35 °C бывает очень редко. Количество осадков высокое, порядка 1100 мм в год. Характерна безветренная погода, сильные ветры очень редки.

## Население
Население коммуны на 2010 год составляло 101 человек.
| 1962 | 1968 | 1975 | 1982 | 1990 | 1999 | 2010 |
| ---- | ---- | ---- | ---- | ---- | ---- | ---- |
| 138  | 130  | 121  | 110  | 104  | 93   | 101  |

## Администрация
| Период | Период | Фамилия       | Партия | Примечания |
| ------ | ------ | ------------- | ------ | ---------- |
| 1995   | 2020   | Шарль Мюрилло |        |            |

## Экономика
В 2010 году среди 59 человек трудоспособного возраста (15-64 лет) 50 были экономически активными, 9 — неактивными (показатель активности — 84,7 %, в 1999 году было 68,8 %). Из 50 активных жителей работали 45 человек (25 мужчин и 20 женщин), безработных было 5 (3 мужчин и 2 женщины). Среди 9 неактивных 5 человек были учениками или студентами, 2 — пенсионерами, 2 были неактивными по другим причинам.

## Достопримечательности
- Церковь Св. Мартина (XII век)[4]
- Ансамбль оборонительных укреплений (XI век)[5]

## Фотогалерея

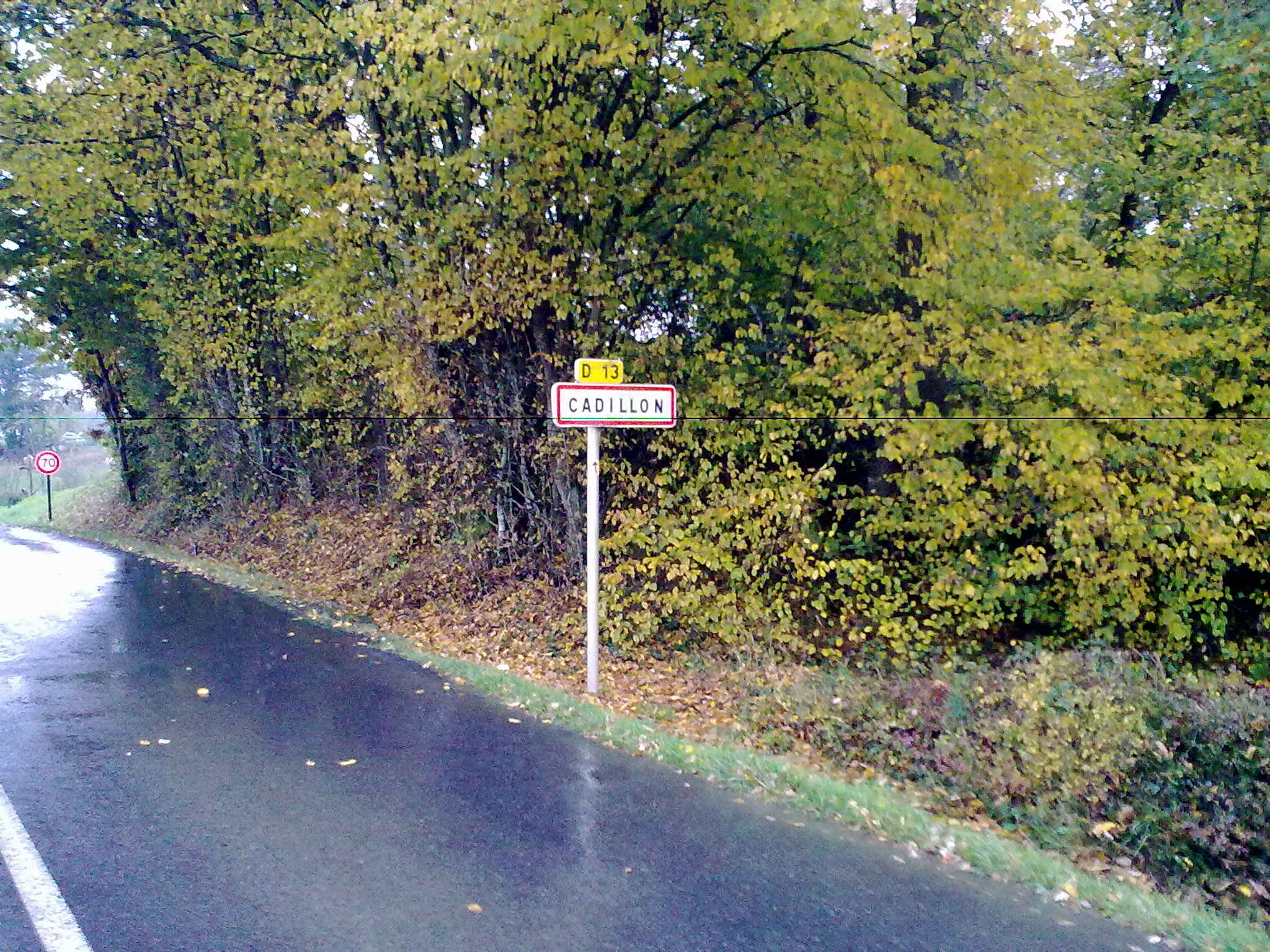
Въезд в Кадийон
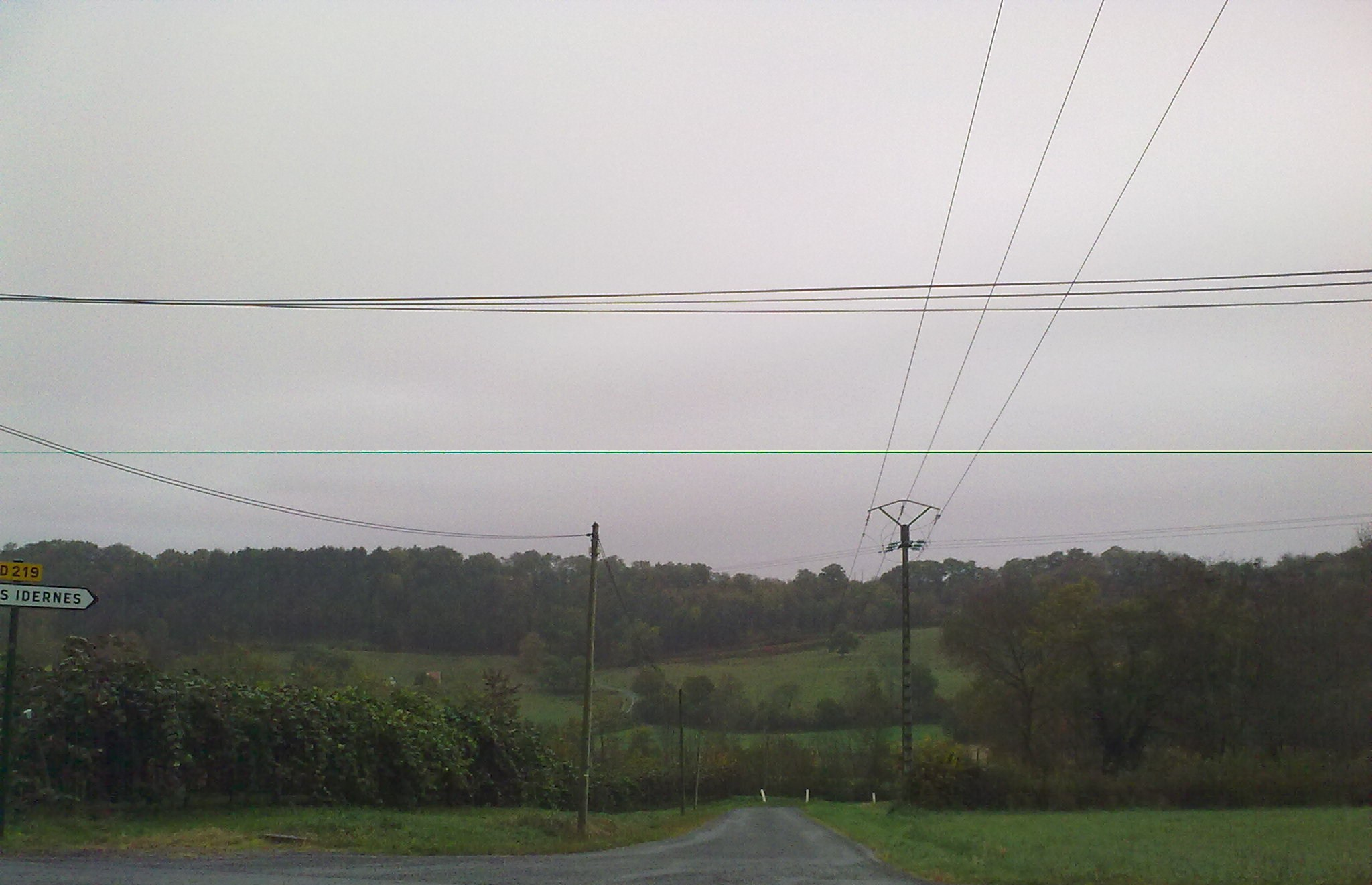
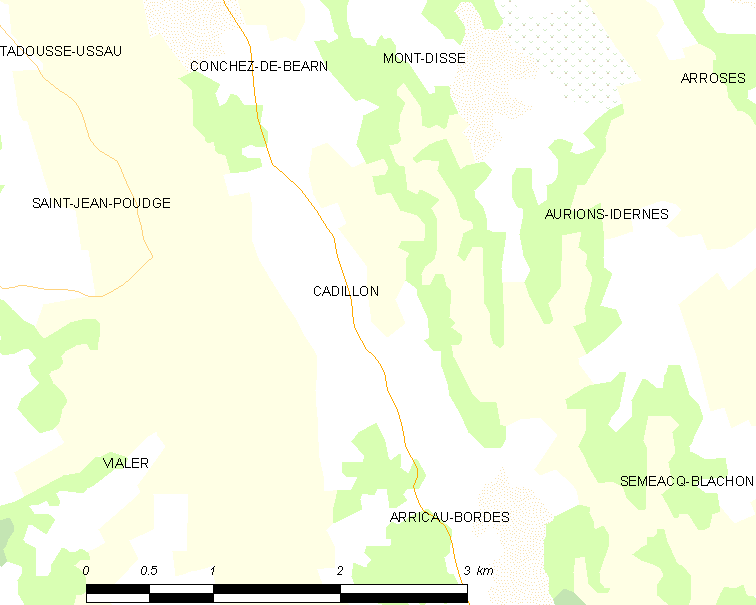
Карта коммуны